# Наумов, Владимир Иванович
Владимир Иванович Наумов (13 ноября 1929 года — 9 июля 2017 года) — советский государственный и политический деятель.

## Биография
Родился в 1929 году в Бологом. Член ВКП(б).
С 1954 года — на общественной и политической работе. В 1954—2008 гг. — директор учебно-опытного хозяйства «Пушкинское» ЛСХИ, второй, первый секретарь Всеволожского РК КПСС, первый секретарь парткома Пригородного совхозно-колхозного производственного управления, первый заместитель, начальник управления сельского хозяйства Ленинградского облисполкома, первый заместитель председателя Ленинградского облисполкома, первый заместитель министра совхозов РСФСР, министр плодоовощного хозяйства РСФСР, первый заместитель председателя Госагропрома РСФСР, первый заместитель председателя Госагропрома Нечернозёмной зоны РСФСР, министр РСФСР, заместитель министра Минсельхозпрода, начальник главка, депутат Государственной Думы РФ I созыва, первый заместитель председателя Агропромышленного союза России.
Избирался депутатом Верховного Совета РСФСР 7-го, 8-го, 9-го, 10-го, 11-го созывов, Государственной Думы РФ I созыва.